# New Routemaster
New Routemaster, изначально «Новый автобус для Лондона», также называемый «Борисмастер» или «Борис-автобус» — низкопольный дизель-электрический даблдекер, эксплуатируемый в Лондоне, Англия и предназначенный для замены оригинального Routemaster. Был разработан Heatherwick Studious и производится Wrightbus. Он отличается открытой задней платформой типа «hop-on hop-off», аналогичной оригинальной конструкции Routemaster, но обновленной в соответствии с требованиями полной доступности современных автобусов. Эксплуатируются с февраля 2012 года.
Оригинальный Routemaster использовался в качестве стандартного лондонского автобуса с открытой задней платформой и экипажем из водителя и кондуктора. Спустя полвека он был выведен из эксплуатации (за исключением двух исторических маршрутов) в конце 2005 года, один из которых действовал до 2019 года, в пользу полностью доступного современного парка, управляемого одним человеком (включая сочлененные автобусы), ни один из который отличался задней открытой платформой. Отзыв Routemaster стал проблемой во время выборов мэра Лондона в 2008 году, когда Борис Джонсон был избран мэром с предвыборным обещанием ввести новый Routemaster. После открытого конкурса проектов в 2008 году компания Wrightbus получила контракт на производство автобуса в конце 2009 года, а окончательный проект был объявлен в мае 2010 года.
Дизайн нового двухэтажного автобуса был вдохновлен оригинальным Routemaster и имеет три двери и две лестницы для удобной посадки. В отличие от Routemaster, кабина нового автобуса «полная», а не «полукабина» с капотом. Компоновка нового автобуса позволяет управлять им одному водителю. Стоимость каждого автобуса составила 355 000 фунтов стерлингов за четырехлетний период закупок. Последний из 1000 New Routemaster был доставлен в декабре 2017 года.

## Происшествия
New Routemaster был вовлечён в несколько аварий и инцидентов:
- В сентябре 2013 года три человека серьезно пострадали, когда New Routemaster на 11-м маршруте врезался в три других автобуса и несколько припаркованных автомобилей на Челси Бридж Роуд.
- В июне 2014 года автомобиль, двигавшийся со скоростью 100 миль в час (161 километр в час), врезался в New Routemaster на маршруте N38. Водитель автомобиля погиб, 13 пассажиров автобуса получили ранения.
- В апреле 2015 года автомобиль застрял между двумя New Routemasters на Гудж-стрит. Пассажирам машины была оказана помощь.
- В январе 2016 года на маршрутах 11 и 148 на Парламент-Сквер столкнулись два New Routemasters и фургон. 13 человек получили ранения.
- 27 декабря 2019 года New Routemaster загорелся на 59 маршруте в Кеннингтоне.